# Norman Hughes
Norman Hughes, född den 30 september 1952 i Nantwich, Storbritannien, är en brittisk landhockeyspelare.
Han tog OS-brons i herrarnas landhockeyturnering i samband med de olympiska landhockeytävlingarna 1984 i Los Angeles.